# Centropyge heraldi
El peix àngel nan groc (Centropyge heraldi) és un peix marí del gènere Centropyge, i pertany a la família Pomacanthidae.
És un dels peixos marins disponibles en el mercat d'aquariofília marina. La seua població salvatge és abundant, i és una espècie comuna i estable.

## Morfologia
De cos aplanat lateralment i amb aspecte de punta de fletxa, com tot el gènere, el seu color és groc intens o groc ataronjat i uniforme. Té una taca de color oliva davant de l'ull.
Arriba als 10 cm de llarg.

## Hàbitat i distribució
Als vessants exteriors d'esculls coral·lins, de vegades en llacunes protegides, i entre 5 i 90 m de profunditat.
Solen habitar en arenes de 2 a 4 individus, i no en són habituals els grups tret dels jóvens. Es protegeixen entre coralls.
Clima tropical: 32°N-24°S. Es distribueix a l'oceà Pacífic, i és nadiu de Samoa, Austràlia, Illes Cook, Guam, Indonèsia, Japó, Illes Marshall, Estats Federats de Micronèsia, Mariannes, Nova Caledònia, Palau, Papua Nova Guinea, Filipines, Pitcairn, Illes Ryukyu, Samoa, Tahití, Taiwan, Tonga, Tuamotu i Vietnam.

## Alimentació
Sobretot herbívor, tot i que menja petits crustacis i copèpodes.

## Reproducció
En la natura, la reproducció se'n fa després de la posta de sol. Les femelles esperen l'arribada del mascle, que triarà la parella. Els ous fertilitzats pugen a la superfície de l'oceà, i es barregen amb el plàncton.

## Manteniment
Requereixen aquaris d'escull madurs, amb roca viva per poder amagar-se i macroalgues per alimentar-se. Aquest factor és clau per al manteniment en captivitat, ja que encara que accepta artèmia o mysis congelats, cal garantir-ne l'alimentació herbívora amb espirulina, alga nori o altres preparats vegetals.
El major problema d'adaptació a la captivitat d'aquests animals és l'estrés, que derivarà en l'aparició de paràsits com el punt blanc marí. És recomanable la utilització d'esterilitzadors ultraviolats per eliminar les plagues patògenes.